# Heřman II. ze Šumburka
Heřman II. (uváděn též jako Heřman III.) ze Šumburka (německy Hermann III. von Schönburg, * před rokem 1212 – † kolem roku 1238) byl český šlechtic z durynsko-saského šlechtického rodu Šumburků (Schönburgů), pán na Šumburku.

## Původ

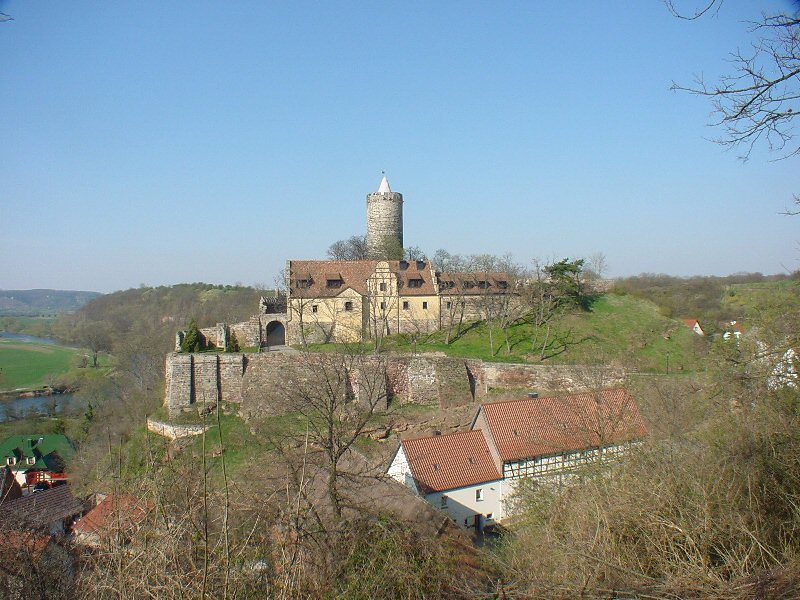
Hrad Schönburg na řece Sále nedaleko Naumburgu

Narodil se jako jediný syn Heřmana II. ze Šumburka († 18. dubna 1224) a vnuk Heřmana I. ze Šumburka († 1186).
Kolem roku 1170 rodina založila zámek Glauchau (u Cvikova). Jeho otec Heřman II. daroval v roce 1233 benediktinský klášter Geringswalde (v Sasku ), který byl až do doby reformace pohřebištěm rodu.
Dodnes existují rodové linie Schönburg-Waldenburg, Schönburg-Hartenstein a Schönburg-Glauchau.

### Manželství a potomstvo
Heřman III. ze Šumburka se v roce 1218 oženil s Gertrudou z Kamence († po 1218), tetou míšeňského biskupa Bernarda z Kamence (1293–1296), dcerou Bernarda I. z Kamence, pána z Vesty († před 1220). Z manželství se narodily tři děti:
- Bedřich I. ze Šumburka († 24. června 1291), oženil se s paní z Koldic, pokračovatel rodu
- Berta ze Šumburka († po 1258), provdaná Otto von Gerhardsdorf († po 1247)
- Agáta ze Šumburka († po 1247), provdaná za Guntera z Krimmitzschau († po 1247)